# Alex Kidd
 (octobre 2019).
Si vous disposez d'ouvrages ou d'articles de référence ou si vous connaissez des sites web de qualité traitant du thème abordé ici, merci de compléter l'article en donnant les références utiles à sa vérifiabilité et en les liant à la section « Notes et références ».

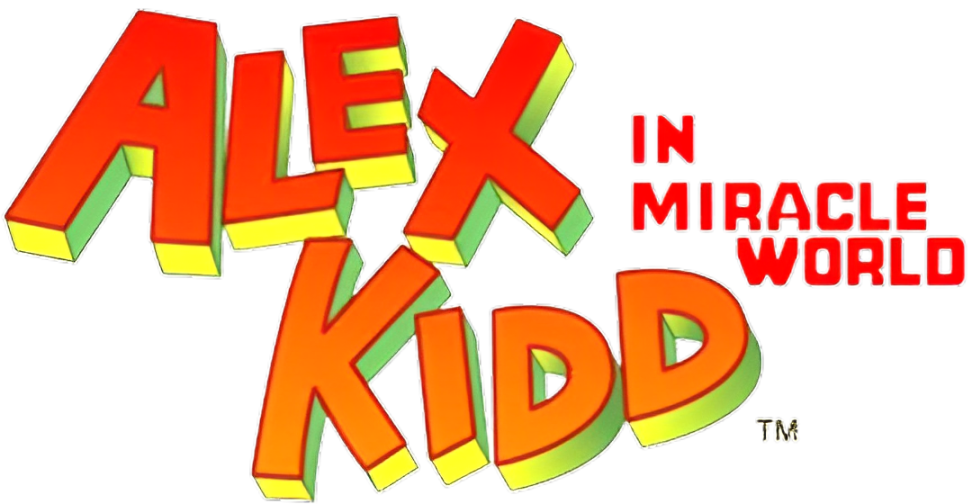
Logo du premier jeu de la série : Alex Kidd in Miracle World

Alex Kidd est une série de jeux vidéo créée par Sega en  1986 avec le jeu Alex Kidd in Miracle World,.
Elle met en scène le personnage Alex Kidd, qui sera la mascotte de Sega avant Sonic.

## Historique
Le premier jeu de la série, Alex Kidd in Miracle World, est sorti en 1986 et a été intégré aux versions ultérieures de la Master System, ainsi qu’au modèle Master System II, remplaçant les jeux Snail Maze, Safari Hunt et Hang-On présents sur le premier modèle. Cette version intégrée à la Master System II a inversé les boutons d’attaque et de saut par rapport à la version cartouche initiale, afin de se conformer aux autres jeux d’action populaires de l’époque. Une différence visuelle notable : dans la version cartouche originale, Alex est montré en train de manger un onigiri japonais, mais dans la version intégrée à la SMS II, cela a été remplacé par un hamburger pour mieux séduire les joueurs occidentaux.
La plupart des jeux de la série Alex Kidd diffèrent considérablement les uns des autres, à l’exception notable de Alex Kidd in Miracle World et de sa suite directe, Alex Kidd in the Enchanted Castle. Bien que la majorité des jeux de la série restent basés sur la plateforme, les seuls éléments qui les relient entre eux sont le nom et le personnage principal. Un des jeux de la série, Alex Kidd in High-Tech World, n’était d’ailleurs pas un jeu Alex Kidd au Japon, mais était basé sur une série animée japonaise des années 1980 diffusée à l’époque, Anmitsu Hime.
Après la sortie de Alex Kidd in Shinobi World en 1990, Sega a décidé de recentrer ses efforts sur Sonic the Hedgehog.
En 2020, Sega a confirmé qu’ils publieraient un remake de Alex Kidd in Miracle World, développé par Merge Games et Jankenteam. Celui-ci est devenu Alex Kidd in Miracle World DX, sorti le 22 juin 2021.

## Épisodes de la série
- Alex Kidd in Miracle World (Master System, 1986) ;
- Alex Kidd and the Lost Stars (Sega System 16 en 1986, et Master System en 1988) ;
- Alex Kidd BMX Trial (Master System, 1987) ;
- Alex Kidd in High-Tech World (Master System, 1989) ;
- Alex Kidd in the Enchanted Castle (Mega Drive, 1989) ;
- Alex Kidd in Shinobi World (Master System, 1990) ;
- Alex Kidd in Miracle World DX (Windows, Xbox One, PlayStation 4, Nintendo Switch, 2021).

## Héritage
Les jeux Alex Kidd ont été réédités dans le cadre de diverses compilations de jeux vidéo Sega, notamment Sega Mega Drive Ultimate Collection ("Sonic's Ultimate Genesis Collection" en Amérique du nord) et la Sega Vintage Collection. Le personnage est également apparu dans plusieurs jeux croisés de Sega, tels que Segagaga, Sega Superstars Tennis, Sonic & Sega All-Stars Racing, et Sonic & All-Stars Racing Transformed.